# Kiekeboe in Carré
Kiekeboe in Carré is het 6e stripverhaal van De Kiekeboes. Het verhaal vormt een tweeluik met het volgende verhaal, De schat van Mata Hari, en werd getekend door striptekenaar Merho.

## Verhaal
De familie Kiekeboe woont een optreden van de cabaretier Herman Gaaikevliet in Carré (Amsterdam) bij. Voor, tijdens en na de voorstelling gebeuren er rare dingen die leiden tot de jacht op een schilderij met de afbeelding van de spionne Mata Hari. Er zijn veel gegadigden voor het schilderij.

## Uitgavegeschiedenis
Het verhaal werd van 4 augustus tot en met 18 november 1978 voorgepubliceerd in de krant Het Laatste Nieuws.